# Chitaura lucida
Chitaura lucida är en insektsart som först beskrevs av Krauss 1903.  Chitaura lucida ingår i släktet Chitaura och familjen gräshoppor. Inga underarter finns listade i Catalogue of Life.